# Probopyrus insularis
Probopyrus insularis är en kräftdjursart som beskrevs av Roman-Contreras och M. Bourdon 200. Probopyrus insularis ingår i släktet Probopyrus och familjen Bopyridae. Inga underarter finns listade i Catalogue of Life.